# Nová Ves u Leštiny
Nová Ves u Leštiny – wieś i gmina w Czechach, w powiecie Havlíčkův Brod, w kraju Wysoczyna. 1 stycznia 2014 liczyła 115 mieszkańców.